# Burzubend
Burzubend är en ort i Azerbajdzjan. Den ligger i distriktet Astara Rayonu, i den södra delen av landet, 230 km söder om huvudstaden Baku. Burzubend ligger 174 meter över havet och antalet invånare är 978.
Terrängen runt Burzubend är varierad, och sluttar österut. Närmaste större samhälle är Astara, 13,2 km sydost om Burzubend.
I omgivningarna runt Burzubend växer huvudsakligen savannskog. Runt Burzubend är det ganska tätbefolkat, med 192 invånare per kvadratkilometer.